# 케이마트
케이마트 코퍼레이션(Kmart Corporation, Kmart 또는 kmart)은 미국의 빅박스 백화점 체인으로, 본사는 미국 일리노이주 Hoffman Estates에 있다. 이 기업은 1899년 S. S. Kresge Corporation라는 이름으로 설립되었으며 1977년 케이마트 코퍼레이션으로 명칭이 변경되었다. 케이마트 이름을 단 1호점은 1962년 개장하였다. 2010년 정점을 찍은 케이마트는 2,171개점을 운영하였으며 여기에는 105개의 슈퍼 케이마트 센터 지점이 포함된다.

## 같이 보기
- 시어스 홀딩스

## 참고 문헌
- Turner, Marcia Layton (2003). 《Kmart's Ten Deadly Sins: How Incompetence Tainted an American Icon》. 호보컨: John Wiley & Sons. ISBN 978-0-471-43593-8. 2012년 2월 18일에 원본 문서에서 보존된 문서. 2018년 5월 24일에 확인함.

## 추가 참고 도서 목록
- 《How Kmart Went From Beating Walmart And Target To Bankruptcy》. CNBC. 2018년 12월 20일.